# Siwani
Siwani ist eine Kleinstadt im nordindischen Bundesstaat Haryana.
Die Stadt liegt in der nordindischen Ebene 120 km westnordwestlich der Bundeshauptstadt Neu-Delhi. Sie ist Sitz des gleichnamigen Tehsils im Distrikt Bhiwani. Die Distrikthauptstadt Bhiwani liegt 50 km ostsüdöstlich von Siwani. Siwani liegt außerdem 30 km südsüdwestlich der Stadt Hisar. Die Bahnstrecke Hisar–Sadulpur führt durch Siwani.
Siwani ist seit dem 18. Oktober 2001 ein Municipal Committee. Die Stadt ist in 13 Wards gegliedert.
Siwani hatte beim Zensus 2011 19.140 Einwohner. 
Das Geschlechterverhältnis lag bei 888 Frauen auf 1000 Männer.
Fast die gesamte Bevölkerung bestand aus Hinduisten.